# یواس‌اس لداستون (ای‌پی‌ای-۵۶)
یواس‌اس لداستون (ای‌پی‌ای-۵۶) (به انگلیسی: USS Leedstown (APA-56)) یک کشتی بود که طول آن 473 ft 1 in بود. این کشتی در سال ۱۹۴۲ ساخته شد.